# Andrea Stella
Andrea Stella, född 22 februari 1971, är en italiensk ingenjör som är stallchef för det brittiska Formel 1-stallet McLaren.
Han avlade en examen i flyg- och rymdteknik och en filosofie doktor i maskinteknik vid La Sapienza. Efter studierna började han 2000 arbeta för Scuderia Ferrari som en prestandaingenjör för deras testavdelning. År 2002 blev han prestandaingenjör för den tyske racerföraren Michael Schumacher, Stella var med när Schumacher vann förarmästerskapet och Ferrari vann konstruktörsmästerskapet 2002–2004. Efter att säsongen 2006 var färdigkörd lämnade Schumacher Ferrari och blev ersatt av den finländske racerföraren Kimi Räikkönen. Finländaren fick då Stella som personlig prestandaingenjör. Redan säsongen därpå vann Räikkönen förarmästerskapet och Ferrari vann både 2007 och 2008 års konstruktörsmästerskap. År 2009 befordrades Stella till att vara Räikkönens raceingenjör. Det varade dock bara säsongen ut eftersom Räikkönen lämnade Ferrari och ersattes då av den spanske racerföraren Fernando Alonso. Stella var Alonsons raceingenör mellan 2010 och 2015. Efter säsongen 2015 lämnade både Alonso och Stella Ferrari för McLaren. Stella utsågs till att arbeta som chef för McLarens raceverksamhet. År 2018 blev han befordrad till prestandachef medan året därpå utsågs Stella till VD för McLarens hela motorsportsverksamhet. I december 2022 meddelade McLarens dåvarande stallchef Andreas Seidl att han skulle lämna F1-stallet och McLaren utsåg då Stella till att vara efterträdaren.